# Verdens Gang
Verdens Gang, a cui generalmente ci si riferisce con l'abbreviazione VG, è un quotidiano norvegese in formato tabloid. Torry Pedersen ne è direttore. Verdens Gang è il secondo quotidiano più stampato in Norvegia, ma risulta essere il più letto. Nel 2010, ogni giorno circolavano 233.295 del giornale. La testata ha vinto, negli anni, molti premi giornalistici.